# Mesembryanthemum crystallinum
Mesembryanthemum crystallinum — вид гвоздикоцвітих рослин родини аізоонові (Aizoaceae). Етимологія: лат. crystallinum — «лід або кристал», назва стосується наявності водних місткостей на листі.

## Морфологія
Рослина від 70 см до 1 м в ширину, повзуча або дворічна соковита, часто червонувата. Коріння волокнисте. М'ясисті, зелені листові пластинки від яйцеподібно-трикутних до лопатчастих, довжиною від 2 до 20 см; вони густо вкриті склоподібними сосочками, які виглядають як кристали. Листові краї скручені. Білі або злегка рожеві квіти мають діаметри, як правило, від 7 до 10, рідко до 30 мм. Насіння грубе, з крихітними бородавками. Рослина вкрита великими блискучими клітинами або водними бульбашками. Основна функція цих клітин є запас води. Може бути однорічною, дворічною, або багаторічною, залежно від умов навколишнього середовища. Період цвітіння триває з лютого по липень. Число хромосом 2n = 18.

## Поширення
Країни поширення: Африка: Алжир [пн.]; Лівія [пн.]; Марокко; Острів Святої Єлени; Туніс; Мавританія; Ангола [пд.зх.]; Намібія; ПАР; Азія: Єгипет — Синай; Ізраїль; Південна Європа: Хорватія [пд.зх.]; Італія [вкл. Сардинія, Сицилія]; Франція [пд.сх. і Корсика] Португалія [вкл. Азорські острови, Мадейра]; Гібралтар; Іспанія [вкл. Балеарські острови, Канарські острови]. Натуралізований у Північній Америці, Південній Америці та Австралії. Росте на широкому діапазоні типів ґрунту, від добре дренованих піщаних (у тому числі піщаних дюн), до суглинних і глинястих ґрунтів. Може терпіти поживно бідні або засолені ґрунти. Також росте в порушених ділянках, таких як узбіччях доріг, звалища і сміттєві присадибні ділянки.

## Використання
Листя їстівне. Насіння також можуть бути з'їдене. Подрібнене листя можна використовувати як замінник мила і воно має деяке лікарське використання. Також вирощується для прикраси. Через накопичення солей, М. crystallinum може бути корисним для біологічного відновлення.

## Галерея

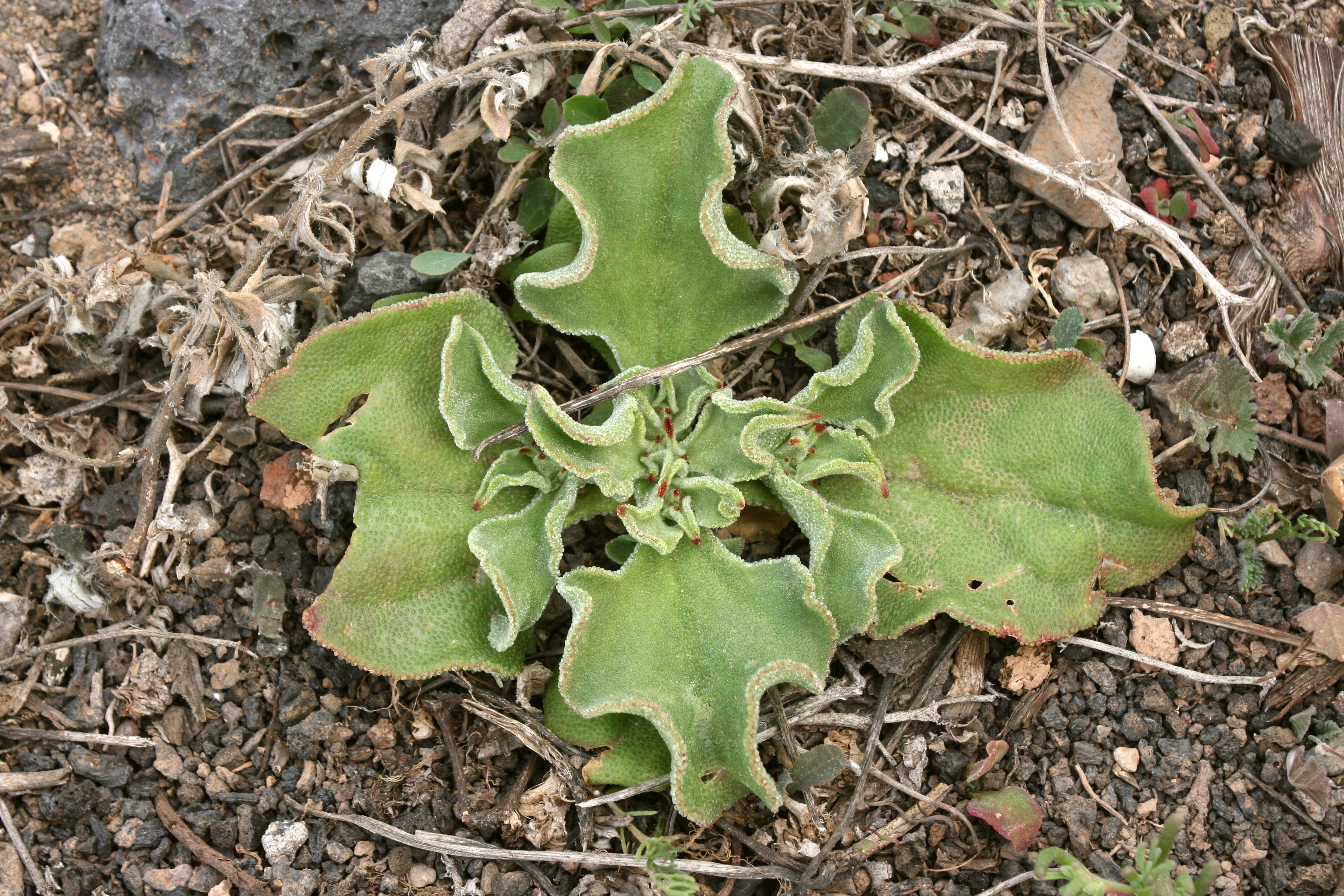
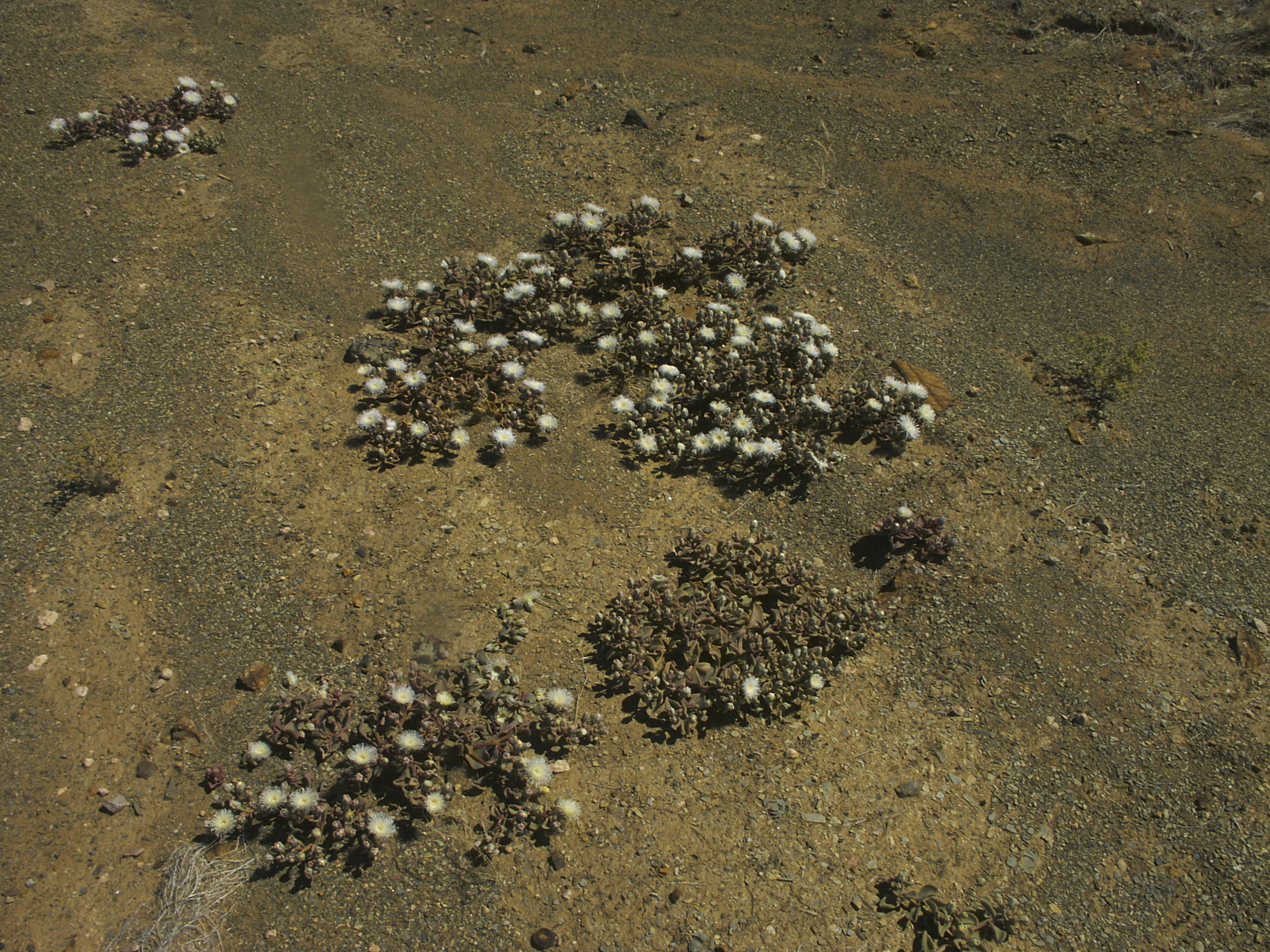
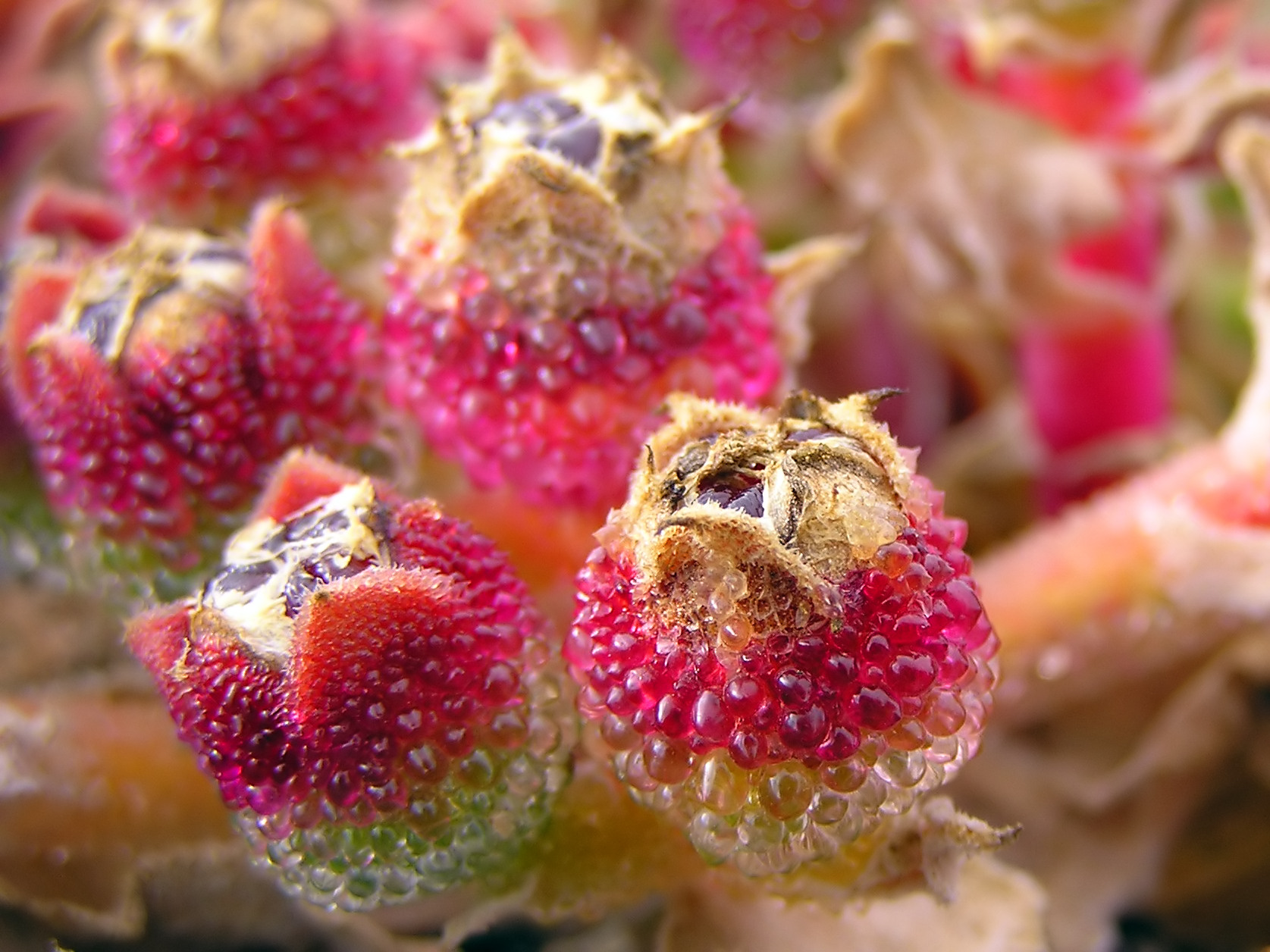
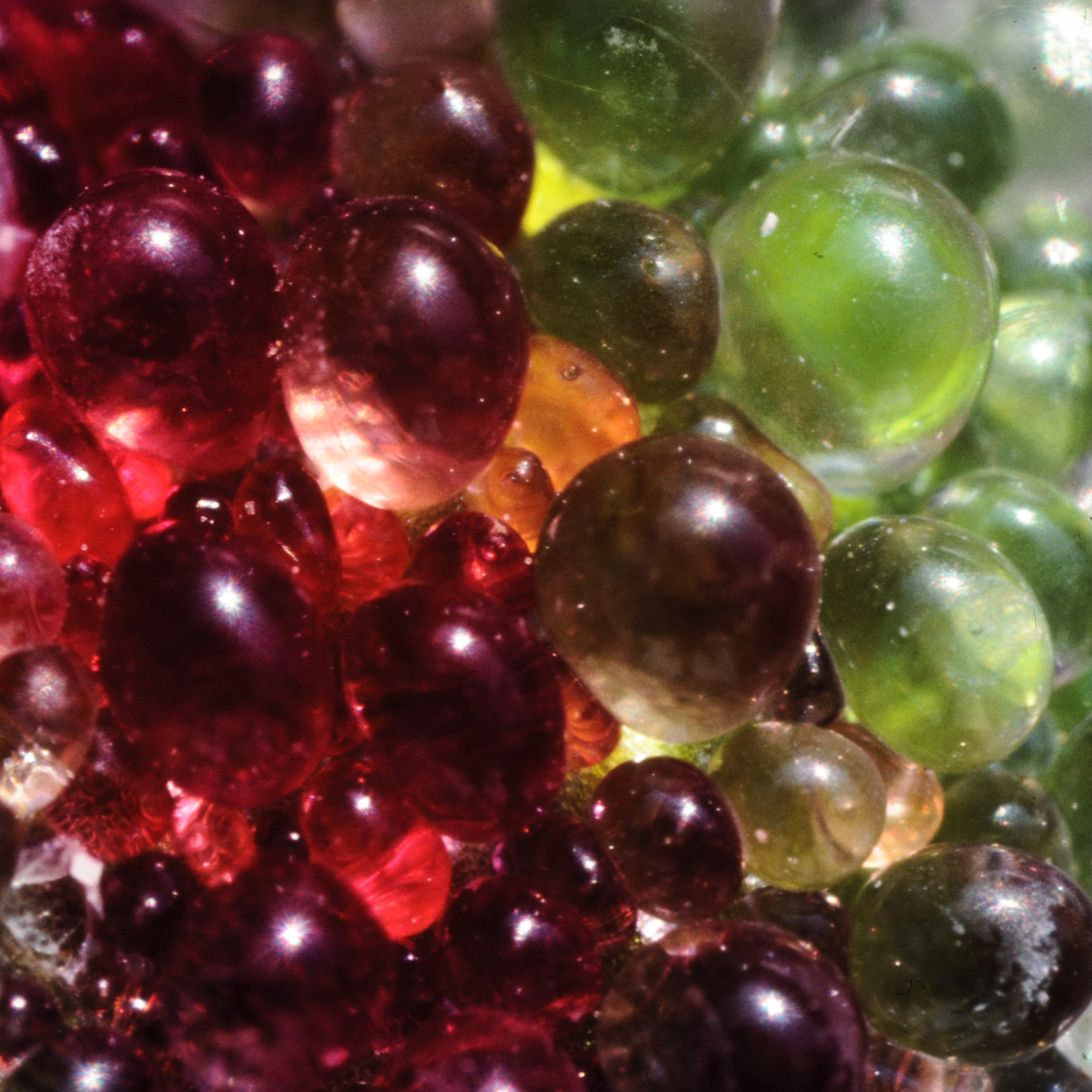

| Гібіскус | Це незавершена стаття про квіткові рослини. Ви можете допомогти проєкту, виправивши або дописавши її. |